# Ежек, Алеш
Алеш Ежек (чеш. Aleš Ježek; род. 25 июня 1990, Табор) — чешский хоккеист, нападающий. В настоящее время является игроком клуба «Краковия», выступающего в польской лиге.

## Биография
Алеш Ежек родился 25 июня 1990 года, в городе Табор района Табор Южно-Чешской области (чеш. Jihočeský kraj (od roku 1960)) Чешской Республики (чеш. Česká republika (1990–1992)) Чешской и Словацкой Федеративной Республики (ныне город и район входят в Южночешский край Чехии).

### Карьера в Чехии
Хоккеем начал заниматься в городе Собеслав. В 2004 году начал выступать за юниорскую команду ХК Ческе-Будеёвице. За 3 сезона в юниорской команде провел 98 игр, забил 33 шайбы и сделал 23 передачи. В возрасте 18 лет начал выступать за молодёжную команду ХК Ческе-Будеёвице где успешно выступал до 2011 года, с 2008 года был капитаном молодёжной команды. Летом 2008 был приглашен на тренировочный сбор в команду NAHL Wichita Falls Wildcats (город Уичито-Фолс, штат Техас), но не прошёл отбор и вернулся в родной клуб. Так же получал практику выступая за команды второго и первого дивизиона чемпионата Чехии. В 19 лет начал выступать за основную команду, провел 12 игр, но результативностью не отличился.

### Международная карьера
Привлекался в юниорскую сборную Чехии в 2006, 2007 и 2008 годах. Участвовал в международных турнирах и Юниорском чемпионате мира 2008 в Польше, где вместе с командой вернул право выступать в высшем дивизионе чемпионатов мира. Всего за сборные Чехии в различных турнирах сыграл 38 игр и набрал 16 очков.

### Карьера в Словакии
В результате сбора проведенного ХК Лев летом 2011, где участвовало 75 человек был приглашен в команду МХЛ Татранские Волки.23.09.2011 в матче со Снежными барсами забил первую шайбу в МХЛ. В первом же сезоне провел 13 игр за основную команду ХК Лев. 10 января 2012 года в матче с хабаровским Амуром открыл счет голам в КХЛ. В 2012 году покинул клуб.
В 2015 году вернулся из Российской Федерации, играл за хоккейный клуб Жилина, с 2016 года — за Попрад.

### Карьера в России
В августе 2012 года играл за хоккейный клуб «Зауралье» в предсезонном турнире по хоккею «Кубок Прикамья».
С 19 октября 2012 года перешёл в хоккейный клуб «Зауралье» (Курган). В 36 играх за курганцев набрал 6 (1+5) очков. В 2013 году покинул клуб.
В 2014 году вернулся из Казахстана и перешёл в самарский ЦСК ВВС. В 2015 году покинул клуб.

### Карьера в Казахстане
11 июля 2013 года перешёл в хоккейный клуб «Алматы» вместе со своим одноклубником Мартином Шимоном. В 2014 году покинул клуб.

### Карьера в Польше
В 2018 года перешел в клуб «Уния» Освенцим, выступающий в польской лиге. В январе 2019 года перебрался с другой польский клуб, «Краковия». В составе краковского клуба дважды стал серебряным призёром польского чемпионата (2019 и 2021).

## Статистика
Последнее обновление: на начало сезона 2019/2020
```
Турнир                                        Команда           Игры  Очки  Штраф  +/-
Международный турнир (юниоры 90 г. р)-2007.     Чехия             3    0+1      6    -1
Мемориал Ивана Глинки (юниоры 90 г. р)-2007.    Чехия             4    1+0      8    -1
Международный турнир (юниоры 90 г. р)-2008.     Чехия             4    0+0      2    -2
Юниорский чемпионат мира -2008 (Дивизион IA)    Чехия             5    2+1      2    +4
Чемпионат Чехии-2009/2010.                   Ческе-Будеевице      5    0+0      2     1
Чемпионат Чехии-2010. Плей-офф               Ческе-Будеевице      3    0+0      2     0
Чемпионат Чехии-2010/2011.                   Ческе-Будеевице      4    0+0      4     0
Кубок мира-2011                             Татранские Волки      3    0+2      2     1
МХЛ-2011/2012.                              Татранские Волки     50    8+20    96   -17
МХЛ-2011/2012. Плей-аут                     Татранские Волки     12    4+12    34     5
КХЛ-2011/2012.                                Лев (Попрад)       13    2+0     18    -7
ВХЛ-2012/2013.                                Зауралье           36    1+5     61   -11
Чемпионат Казахстана-2013/2014.                Алматы            51    5+4     98   -18
РХЛ-2014/2015.                                 ЦСК ВВС           40    2+6     84 
Чемпионат Словакии-2015/2016.                  Жилина            46    4+4    143   -11
Чемпионат Словакии-2016/2017.                  Попрад            57    2+4     73     5
Чемпионат Словакии-2017/2018.                  Попрад            58    3+5     52     0
Чемпионат Польши-2018/2019.                   Уния Освенцим      26    2+11    62     
Чемпионат Польши-2018/2019.                    Краковия          18    1+3     10     
Чемпионат Польши-2019/2020.                    Краковия          51    5+11    56     
Чемпионат Польши-2020/2021.                    Краковия          53    6+13    38

Всего за юниорские сборные Чехии

Сезон   Сборная      И  Г  П  О  Ш
2006-07 Чехия U17   15  4  2  6 12
2007-08 Чехия U18   23  7  3 10 57

Итого               38 11  5 16 69

```